# Barnsoldat

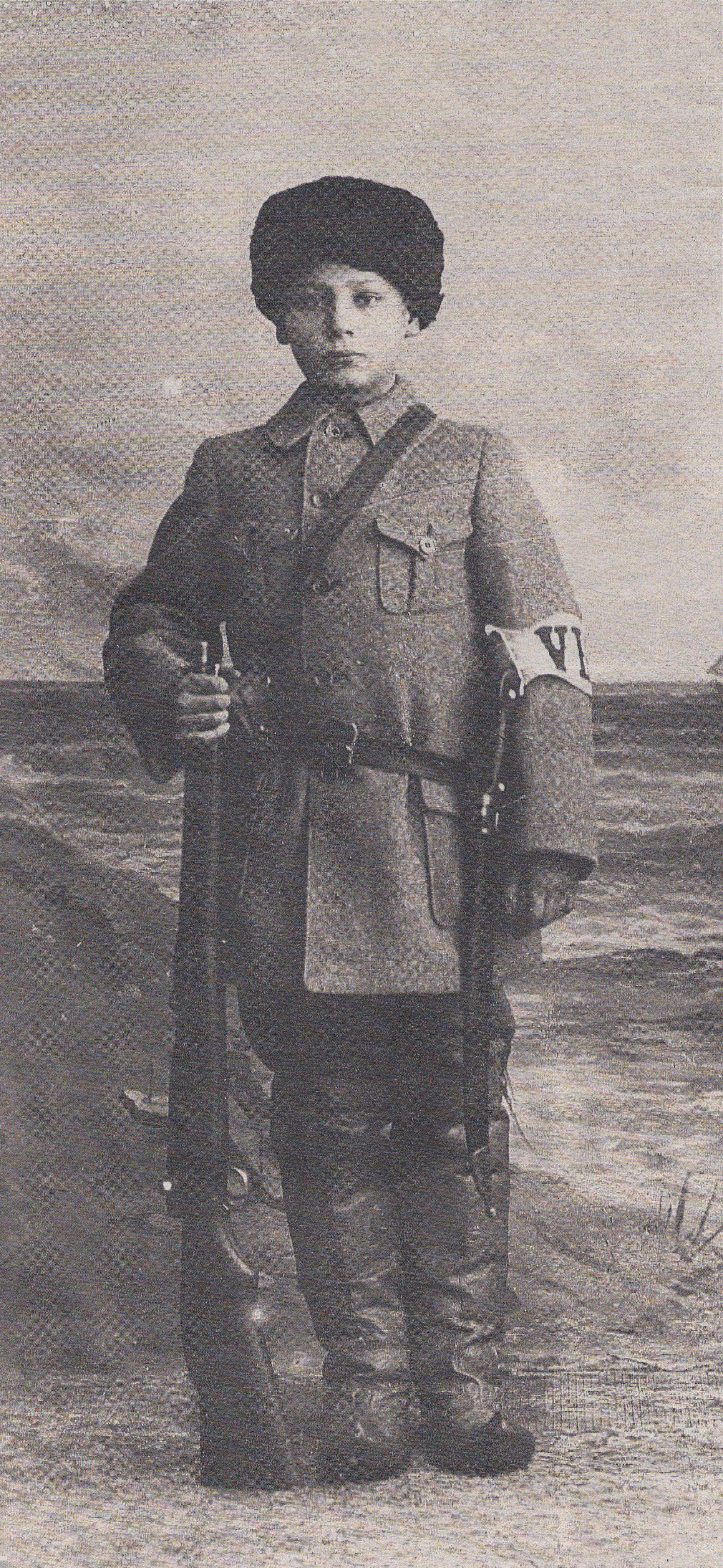
En finsk barnsoldat. Barnsoldater var vanliga på båda sidor under Finska inbördeskriget.

En barnsoldat är ett barn som deltar i väpnad styrka i krig eller annan väpnad konflikt. Att bli soldat är ett av få sätt för många fattiga och föräldralösa barn i krigsdrabbade länder att få mat, bostad och någon som tar hand om dem. Antal barnsoldater världen över uppskattas omkring år 2006 till ungefär 300 000 stycken. Oftast är det pojkar som används som barnsoldater men även flickor förekommer. Vanligt vid bland annat inbördeskriget i Sierra Leone på 1990-talet.
Användandet av barnsoldater yngre än 15 år är förbjudet enligt Barnkonventionen, artikel 38 och är ett krigsbrott enligt Romstadgan för Internationella brottmålsdomstolen, artikel 8.2.26.

## Palestina
PLO, Hamas och andra palestinska väpnade grupper har använt barnsoldater i konflikten vid Israel. Sedan 2002 har den Palestinska myndigheten förbjudit användandet av barnsoldater. Trots detta förekommer rapporter om sådana. 2005 dödades en barnsoldat av israeliska trupper när han deltog i en operation som Hamas tog ansvaret för. Hamas har också på sina egna webbsidor erkänt användandet av barnsoldater vid sex olika tillfällen 2006-2007 där soldater som rekryterats som underåriga dödats sedan de fyllt 18 år. 2007 rapporterades om en trettonårig barnsoldat som användes som observationspost. Palestinska Journalistförbundet har också förbjudit avbildandet av barn i uniform och med vapen, trots detta förekommer en intensiv propaganda riktad mot den egna befolkningen med beväpnade barn och barnsoldater som visas på TV. Hamas driver också aktiv propaganda för barnsoldater som självmordsbombare.

## Bosnien
Den 20 mars 1993 under Bosnienkriget dog en 14-årig (vissa källor säger 15) serbisk soldat i en granatattack vid namn Spomenko Gostić som var soldat i Republika Srpskas (Serbiska republiken) armé.